# Sierra del Divisor
La Sierra del Divisor (en portugués: Serra do Divisor) es una cadena montañosa en la frontera entre los países sudamericanos de Brasil y Perú. Este territorio con altitud media de 200-600 metros divide las cuencas del Ucayali medio del Yuruá superior. La región se encuentra en la zona más occidental protegida de la Amazonia brasileña, el parque nacional Serra do Divisor (Sierra del Divisor). En Brasil forma parte del estado de Acre, mientras que en Perú hace parte de los departamentos de Ucayali y Loreto.